# Tillandsia piurensis
Tillandsia piurensis är en gräsväxtart som beskrevs av Lyman Bradford Smith. Tillandsia piurensis ingår i släktet Tillandsia och familjen Bromeliaceae. Inga underarter finns listade i Catalogue of Life.